# Corchorus
Corchorus  es un género de fanerógamas con 180 especies perteneciente a la familia Malvaceae. Es originario de las regiones tropicales y subtropicales alrededor del mundo.

## Descripción
Son hierbas anuales o perennes algo leñosas o arbustos pequeños, con tricomas simples (en las especies nicaragüenses) o estrellados. Hojas ovadas hasta oblongas o elípticas, margen serrado o crenado, 3 nervios basales y 2–numerosos nervios laterales arriba, nérvulos terciarios generalmente inconspicuos; estípulas angostas y con apariencia de cerdas, frecuentemente tan largas como los pecíolos, persistentes. Flores solitarias o en fascículos o cimas de pocas flores, axilares u opuestas a las hojas, epicáliz ausente, flores 4 o 5-meras; sépalos libres, caducos; pétalos espatulados, casi tan largos como los sépalos, amarillos, glándulas ausentes; estambres 15–40 o en las especies fuera de Mesoamérica doblando el número de pétalos, filamentos insertos en un androginóforo corto, anteras versátiles, mediifijas, tan largas como anchas o ligeramente más largas, dehiscencia longitudinal; ovario súpero, sésil sobre el androginóforo, 2–5-locular, numerosos óvulos por lóculo. Fruto cápsula loculicida, cilíndrica, dehiscencia por 2 o 3 (–5) valvas hasta cerca de la base, frecuentemente con septos transversales; semillas numerosas, poligonales, de 1–1.5 mm de largo.

## Taxonomía
El género fue descrito por Carlos Linneo  y publicado en Species Plantarum  1: 529 - 530, en el año 1753.  La especie tipo Corchorus olitorius L.

## Especies seleccionadas
| - Corchorus aestuans L. - jute de la India - Corchorus asplenifolius Burch. - Corchorus capsularis L. - jute o jute blanco - Corchorus carnarvonensis - Corchorus confusus Wild - Corchorus cunninghamii F.Muell. - Corchorus depressus (L.) Stocks - Corchorus fascicularis Lam. - Corchorus junodi - Corchorus kirkii N.E.Br. - Corchorus longipedunculatus Mast. - Corchorus olitorius L. - - Corchorus pseudocapsularis Schweinf. - Corchorus pseudo-olitorius Islam & Zaid - Corchorus sidoides - Corchorus siliquosus L. - malva té de Cuba - Corchorus tridens L. - Corchorus trilocularis L. - Corchorus velutinus Wild - Corchorus walcottii |